# Lacs Ugashik
Pour les articles homonymes, voir Ugashik.
Les lacs Ugashik sont un groupe de deux lacs d'Alaska, aux États-Unis, situé dans la péninsule Kenai. Ils sont réputés pour leur richesse en truites et en saumons.
Le lac Ugashik supérieur de 27 kilomètres de longueur est situé en amont de la rivière, au sud du lac Becharof, à 35 kilomètres au nord-est d'Ugashik à 57° 40′ 22″ N, 156° 41′ 20″ O.
Le lac Ugashik inférieur de 18 kilomètres de longueur et est situé au sud du précédent, à 23 kilomètres à l'est d'Ugashik, à 57° 31′ 09″ N, 156° 53′ 55″ O.